# Potrava
Potrava je souhrn látek sloužících k výživě těla. Je obvykle složená z vody, cukrů, tuků, bílkovin a pochutin, které potravě dodávají chuť. Častou složkou ochucující potravu je též kuchyňská sůl. Všichni živočichové musí přijímat nějakou potravu. Potrava člověka se nazývá jídlo nebo potraviny.

## Druhy potravy
Podle druhu potravy se živočichové dělí na tři skupiny:
- býložravci
- masožravci
- všežravci

Některé druhy jsou úzce specializované jen na některé druhy potravy. Takové druhy se nazývají potravní specialisté a patří mezi ně například koala medvídkovitý, který se živí výhradně listy a kůrou eukalyptu.
Je-li z lidské potravy vyloučeno maso, hovoří se o vegetariánství, při odmítání jakýchkoli živočišných produktů o veganství.

## Trávení
Přijatá potrava je trávením chemicky rozložena na jednoduché sloučeniny, které jsou pro živočicha nejen zdrojem energie, ale umožňují mu i tělesný růst.